# Bloch MB.300 Pacifique
Dimensions
Le Bloch MB.300 Pacifique est un avion de transport commercial trimoteur français de l'entre-deux-guerres. Développé pour Air France mais accepté trop tard par celle-ci pour pouvoir donner suite à une fabrication en série avant la guerre, il disparut, comme d'autres prototypes français en 1940.

## Origine et développement
L’accident du Dewoitine D.332 L'Émeraude le 15 janvier 1934 ayant entraîné l’annulation d’une commande portant sur cinq Dewoitine D.334 destinés à Air France, le Ministère de l’Air français émit un programme de trimoteurs rapides de 30 places à destination d’Air France. Deux projets furent retenus : Le Dewoitine D.620 et le Bloch MB.300.
Développé parallèlement au bimoteur MB.220, le MB.300 associait à nouveau la voilure du bombardier MB.210 à un fuselage redessiné et à de nouveaux empennages. Baptisé « Pacifique », le nouvel appareil se présentait donc comme un monoplan entièrement métallique à aile basse et train classique escamotable. Comme le MB.220 il possédait un fuselage rectangulaire à dos arrondi, mais quatre passagers étaient assis avec un couloir central de 55 cm. Derrière le poste de pilotage, aménagé pour deux pilotes, un radio et un navigateur, la cabine était divisée en trois : une partie avant pour 8 fauteuils première classe, une partie centrale comprenant un bar et 6 fauteuils, et une partie arrière pour 16 sièges seconde classe. Les soutes à bagages étaient installées sous le plancher de cabine.
Équipé de trois Gnome et Rhône 14 Kfrs 1 Mistral Major de 1 000 ch, le prototype fut bien entendu construit à Courbevoie et assemblé à Villacoublay à partir de juillet 1935. Alors que le D.620 effectuait son premier vol le 27 octobre, le Pacifique débutait ses points fixes. Le premier vol fut réalisé le 16 novembre 1935 avec André Curvale et Jean Lapeyre aux commandes.

## Une mise au point trop longue
À l’issue d’une première série d’essais-constructeur le prototype, qui avait reçu l’immatriculation temporaire F-AONB, retourna en usine pour subir diverses modifications : Allongement du fuselage de 31 cm, modification de dièdre d’aile associé à une légère réduction d’envergure et surtout montage de silentblocs sur les bâti-moteurs afin de réduire les vibrations en cabine. Il reprit l’air le 2 février 1936, alors qu’Air France avait déjà cessé de s’intéresser au programme des trimoteurs rapides de 30 places au profit du Dewoitine D.338. Transféré au Centre d'Essais de Matériels Aériens (CEMA) en juillet 1936, l’unique MB.300, qui avait entre-temps été surnommé La Grosse Julie par les équipes au sol, rejoignit le centre d’essais de Marignane fin novembre 1936.
À l’issue d’un nouveau chantier, le MB.300 ressortit d’usine le 24 mars 1937 avec une surface d’empennage accrue, des moteurs Gnome et Rhône 14N-16/17, et un nouvel aménagement de cabine qui ramenait le nombre de passagers de 30 à 24 (8 à l’avant, 8 au milieu, bar compris, et 8 à l’arrière). Renvoyé au CEMA il obtenait son certificat de navigabilité avec une nouvelle immatriculation : F-AOUI.

## Accepté par Air France
Un test d’endurance de 100 heures étant exigé par Air France avant toute commande, le prototype fut loué début octobre 1937 à la compagnie nationale et confié à Lionel de Marmier, chef pilote d’Air France, André Curvale étant chargé de l’assister. Ces essais d’endurance furent réalisés sur le trajet Paris-Toulouse-Marseille et retour.
Le prototype, bien que sans emploi, fut finalement accepté par Air France en janvier 1938.

## Sources
1. 1 2 3  Pierre Gaillard
2. 1 2 3 4  Dassault Aviation